# Joints & Jam
Joints & Jam – drugi singel amerykańskiej grupy muzycznej Black Eyed Peas, pochodzący z debiutanckiego albumu studyjnego, Behind the Front. Piosenka została wydana 9 listopada 1998, przez wytwórnię Interscope. Producentem jest Paul Poli.

## Europejski singel CD
1. "Joints & Jam" (clean) - 3:22
2. "Joints & Jam" (LP version) - 3:37
3. "What It Is" - 3:23
4. "Leave It All Behind" - 4:40

## Remiksy EP
Strona A
1. "Joints & Jam" (Billion Mix - Main Mix) - 3:22
2. "Joints & Jam" (Billion Mix - Instrumental) - 3:22
3. "Joints & Jam" (Billion Mix - Accapella) - 3:23

Strona B
1. "Joints & Jam" (The Joint - Main Mix) - 3:37
2. "Joints & Jam" (The Joint - Instrumental) - 3:37
3. "Joints & Jam" (Instant Flava Mix) - 3:23

## Winyl UK
Side A
1. "Joints & Jam"
2. "Fallin' Up"

Side B
1. "What It Is"
2. "Karma"

## USA singel CD
1. "Joints & Jam" (Billion Mix) - 3:22
2. "Joints & Jam" (The Joint Mix) - 3:37
3. "Joints & Jam" (Instant Flava Mix) - 2:23

## Przemienny winyl UK
Side A
1. "Joints & Jam" (clean version) - 3:35
2. "Joints & Jam" - 3:36

Side B
1. "Joints & Jam" (Instant Flava Remix) - 3:23
2. "Joints & Jam" (Instant Flava Instrumental) - 3:23